# Cneorhinus serranoi
Cneorhinus serranoi é uma espécie de insetos coleópteros polífagos pertencente à família Curculionidae.
A autoridade científica da espécie é Alonso-Zarazaga, tendo sido descrita no ano de 1988.
Trata-se de uma espécie presente no território português.